# Sân băng công viên thành phố Budapest

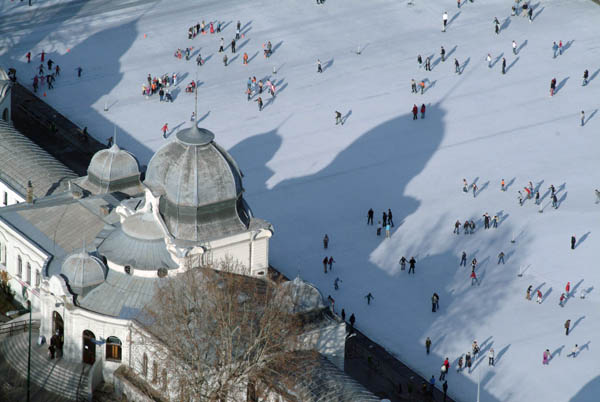
Sân băng công viên thành phố Budapest (2008)

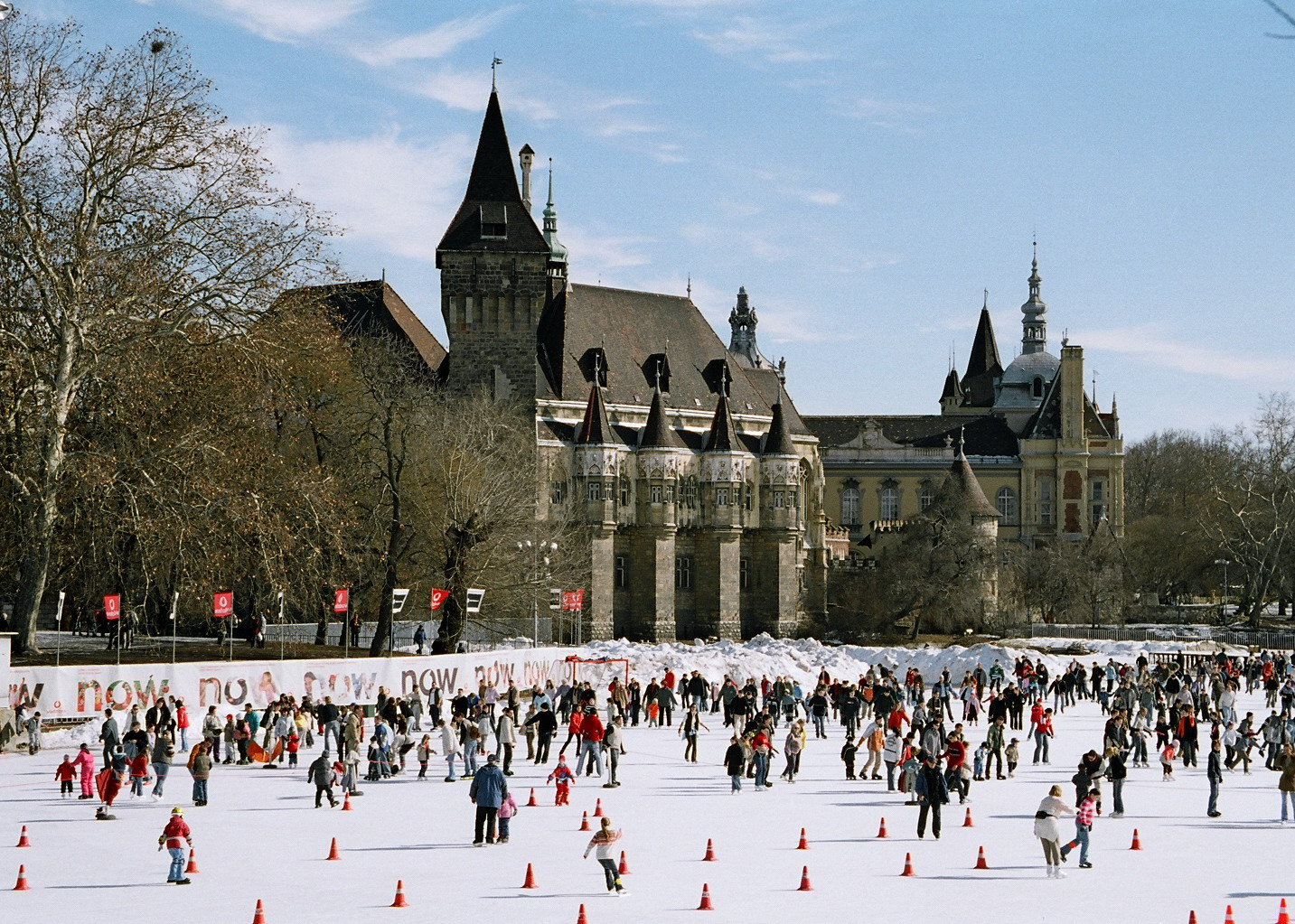
Sân băng (2006)

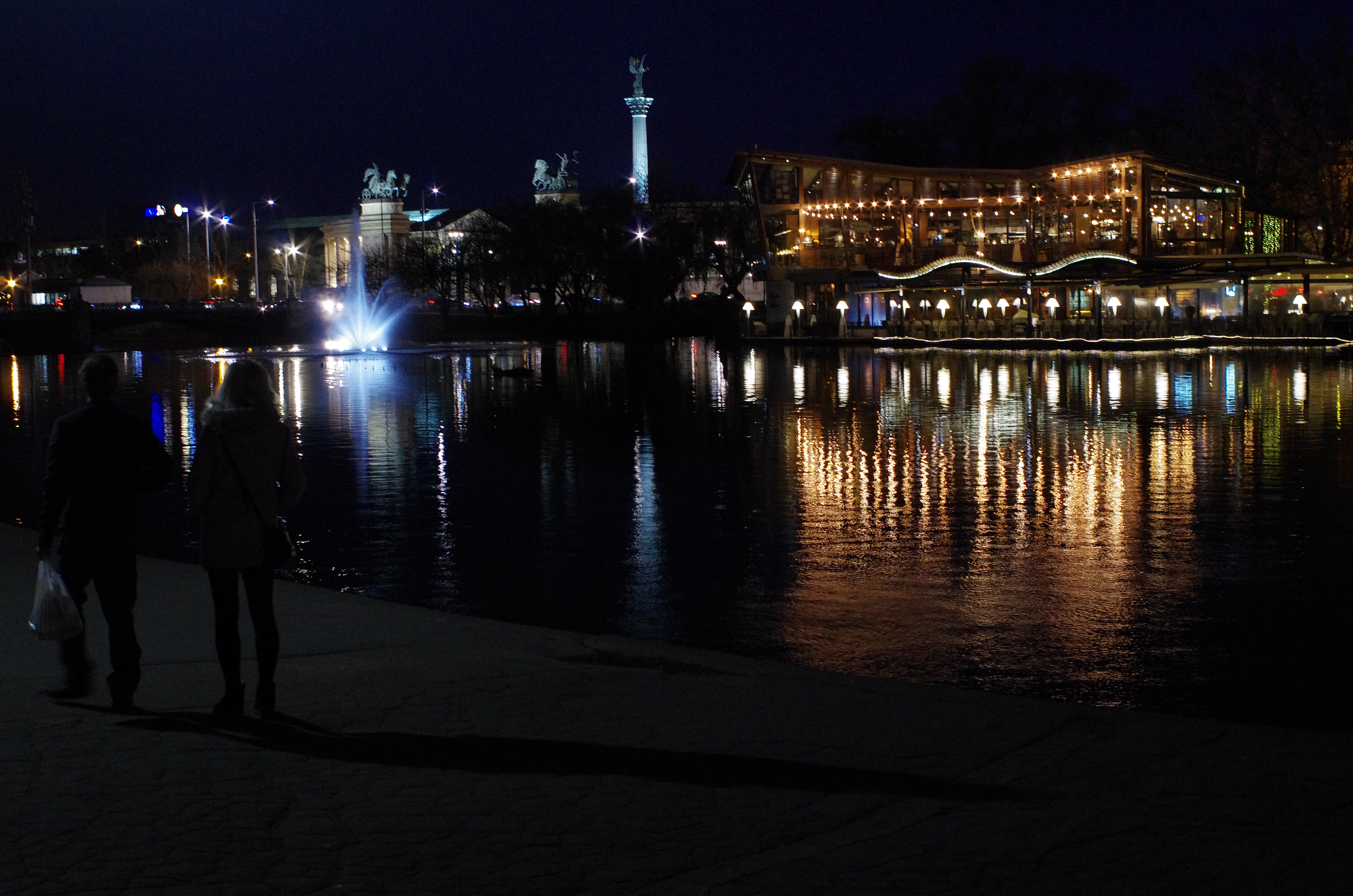
Một buổi tối vào tháng 3 (2019)

Sân băng công viên thành phố Budapest (tiếng Hungary: Városligeti Műjégpálya) là một sân trượt băng công cộng, tọa lạc ở Công viên thành phố Budapest, Hungary. Vào mùa đông, diện tích bề mặt sân băng khoảng 12.000 mét vuông. Vào mùa hè, diện tích bề mặt nước khoảng 38.000 mét vuông. Sân băng được khánh thành vào năm 1870, và trở thành một trong những sân trượt băng lâu đời nhất và lớn nhất ở châu Âu.

## Lịch sử
Ngày 2 tháng 12 năm 1869, bác sĩ người Hungary Géza Kresz và những người bạn khác cùng chung sở thích thành lập Hiệp hội Trượt băng nghệ thuật Budapest. Hiệp hội này được Hội đồng thành phố Budapest cho phép cải tạo một phần của hồ Városligeti thành một sân trượt băng miễn phí. Vào ngày 29 tháng 1 năm 1870, lễ khánh thành sân trượt băng diễn ra tại Công viên thành phố, với sự tham gia của Hoàng tử Rudolf của Hungary và Bohemia (sau này kế vị trở thành một vị vua). Đây là tiền thân của Sân băng công viên thành phố Budapest ngày nay.

## Giải thi đấu quốc tế
Sân băng công viên thành phố Budapest cũng là nơi diễn ra các giải thi đấu quốc tế lớn, chẳng hạn:
- Giải vô địch trượt băng nghệ thuật châu Âu năm 1895
- Giải vô địch trượt băng tốc độ châu Âu năm 1895
- Giải vô địch trượt băng tốc độ châu Âu năm 1909
- Giải vô địch khúc côn cầu trên băng châu Âu năm 1929
- Giải vô địch trượt băng nghệ thuật thế giới năm 1929
- Giải vô địch trượt băng nghệ thuật thế giới năm 1935
- Giải vô địch trượt băng nghệ thuật thế giới năm 1939
- Giải vô địch trượt băng nghệ thuật châu Âu năm 1955
- Giải vô địch trượt băng nghệ thuật châu Âu năm 1963
- Giải vô địch trượt băng tốc độ châu Âu năm 2012.[4]